# Коле Ађинаја (Лука)
Коле Ађинаја је насеље у Италији у округу Лука, региону Тоскана.
Према процени из 2011. у насељу је живело 47 становника. Насеље се налази на надморској висини од 161 м.